# Масалимов, Анвар Хатминурович
Анва́р Хатмину́рович Масали́мов (род. 1955, Уфа, Башкирская АССР, РСФСР, СССР) — советский убийца-рецидивист. В 1980 году совершил первое убийство, за которое был приговорён к 15 годам лишения свободы. В 1991 году был переведён на колонию-поселение, где совершил второе убийство. 29 октября 1992 года был приговорён к смертной казни путём расстрела, заменённой на пожизненное лишение свободы в 1998 году. Наказание  отбывал в колониях «Вологодский пятак» и «Полярная сова». 
22 июня 2016 года был освобождён по отбытии 25 лет лишения свободы. Это произошло из-за смягчения уголовного законодательства Российской Федерации и пересмотра приговора по второму убийству. В феврале 2018 года освобождение Масалимова получило широкое освещение в российских СМИ и его непродолжительное время считали первым в новейшей истории России осуждённым к пожизненному лишению свободы, который получил условно-досрочное освобождение. Федеральная служба исполнения наказаний дала разъяснения, что освобождение Масалимова не является условно-досрочным, а связано с гуманизацией уголовного законодательства.

## Биография

### Детство и юность
Родился в 1955 году в городе Уфа. Был младшим ребёнком в семье. Детство и юность провёл в социально благополучной семье без психотравмирующих ситуаций. После окончания средней школы был призван в ряды Советской армии. После окончания военной службы женился на девушке по имени Земфира, которая в середине 1970-х годов родила ему сына Руслана. В этот период сменил ряд профессий: работал экспедитором, монтажником и разнорабочим.

### Первое убийство
В конце 1970-х годов устроился на предприятие «Восток Нефтепровод Монтаж» и вскоре был отправлен в командировку для проведения монтажных работ в город Чайковский, где, по версии следствия, в 1980 году в ходе распития спиртных напитков в результате ссоры зарезал коллегу. Сам Масалимов отрицал свою вину и заявил, что не помнит детали инцидента из-за амнезии, вызванной алкогольным опьянением. Суд признал его виновным и назначил наказание в виде 15 лет лишения свободы. В 1991 году был переведён в колонию-поселение, после чего переехал в Томскую область.

### Второе убийство
В посёлке Комсомольск (Томская область) Масалимов познакомился с пенсионером по фамилии Гаврилов, который предоставил ему место проживания. По версии следствия, 17 августа 1991 года в ходе совместного распития спиртных напитков между ними произошла ссора, в результате которой Масалимов задушил Гаврилова и расчленил его труп. Останки Гаврилова вскоре были обнаружены его соседями на его приусадебном участке, а Анвар Масалимов был арестован по обвинению в убийстве. После ареста он заявил, что ссора произошла после того, как Гаврилов сжёг его личные вещи, документы и фотографии, но вину в совершении убийства не признал, снова сославшись на амнезию, вызванную алкогольным опьянением.
29 октября 1992 года Томским областным судом он был признан виновным по ст. 102 п. «и» УК РСФСР и приговорён к исключительной мере наказания – смертной казни за то, что он, будучи ранее судимым за умышленное убийство, отбыв наказание, вновь совершил убийство. В 1998 году в связи с принятием моратория на исполнение приговоров к смертной казни приговор ему был изменён на пожизненное лишение свободы, после чего он был этапирован для отбытия наказания в исправительную колонию № 5 Управления Федеральной службы исполнения наказаний по Вологодской области, более известной как «Вологодский пятак».

### Освобождение
В 2003 году в уголовном законодательстве произошли изменения, в ст. 105 УК РФ был исключён квалифицирующий признак убийства лицом, ранее совершившим убийство, в связи с чем в качестве уголовного наказания за содеянное Масалимовым перестали предусматривать наказание как в виде пожизненного лишения свободы, так и в виде смертной казни. Будучи в заключении, Масалимов неоднократно писал жалобы в суды различной инстанции с просьбой смягчить приговор. В 2008 году ему удалось добиться переквалификации его деяния. Решением Белозерского районного суда Вологодской области статья 102-я («Умышленное убийство при отягчающих обстоятельствах») была заменена на статью 103-ю УК РСФСР («Убийство без отягчающих»). Из приговора исключили указания на признание осуждённого особо опасным рецидивистом и на отягчающее обстоятельство — совершение преступления в нетрезвом виде, но приговор Масалимову остался пожизненным, хотя максимальное наказание по статье 103 УК РСФСР не превышало десяти лет. В 2012 году его перевели в исправительную колонию № 18, более известную как «Полярная сова», после чего Анвар Масалимов подал очередную кассационную жалобу, которая была удовлетворена. В порядке ст. 10 УК РФ «Обратная сила уголовного закона» Вологодский областной суд 14 июня 2016 года удовлетворил кассационную жалобу Масалимова и на основании ст. 10 УК РФ освободил его от дальнейшего отбытия наказания в связи с принятием закона, улучшающего положение осуждённого. 22 июня того же года в ИК-18 поступил оригинал постановления Вологодского областного суда, после чего Масалимов был освобождён из исправительного учреждения в тот же день. После обнародования этого факта в ряде СМИ были размещены материалы о том, что Анвар Масалимов стал первым осуждённым к пожизненному лишению свободы, который был освобождён условно-досрочно, в связи с чем в последующие месяцы пресс-служба Вологодского областного суда и пресс-бюро Федеральной службы исполнения наказаний опровергли эту информацию и заявили, что данный факт освобождения осуждённого не относится к условно-досрочному освобождению и освобождение Масалимова из колонии особого режима для осуждённых, отбывающих пожизненное лишение свободы, не явилось единственным прецедентом такого рода — по состоянию на апрель 2018 года за время существования исправительных колоний для осуждённых к пожизненному лишению свободы удалось выйти на свободу пятерым осуждённым, которым смертная казнь в порядке помилования в разные годы была заменена пожизненным лишением свободы, а основанием для их освобождения послужили пересмотры приговоров после гуманизации уголовных наказаний.

### Новое уголовное дело
16 сентября 2019 года Масалимов был признан виновным в умышленном причинении тяжкого вреда здоровью потерпевшему, опасного для жизни человека, совершённом с применением предмета, используемого в качестве оружия, и приговорён к 5 годам лишения свободы с отбыванием наказания в исправительной колонии строгого режима. Апелляционным определением Верховного Суда Республики Башкортостан от 3 декабря 2019 года приговор Советского районного суда г. Уфы Республики Башкортостан был оставлен без изменения, а апелляционная жалоба — без удовлетворения.
В конце декабря 2024 года ряд СМИ сообщили о том, что Анвар Масалимов вышел на свободу 19 декабря 2024 года, однако эта информация впоследствии была опровергнута. Член Совета по правам человека в Башкирии Олег Галин 27 декабря 2024 года сообщил СМИ, что в действительности Анвар Масалимов вышел на свободу ещё  в ноябре 2023 года. Уголовное наказание он отбывал в колонии строгого режима предположительно в Пермском крае, так как на территории Башкирии отсутствуют исправительные колонии. После освобождения Анвар Масалимов не вернулся к родственникам и его местонахождение по состоянию на 2025 год неизвестно. По словам Олега Галина, при совете по правам человека существует особая комиссия, которая оказывает освободившимся заключённым социальную помощь, если они обращаются, однако Анвар Масалимов к ним после освобождения никогда не обращался.